# Pierre Marchand (militaire)
Pour les articles homonymes, voir Pierre Marchand.
Pierre Alexandre Marchand, né le 29 septembre 1893 à Laneuville-à-Bayard et mort le 10 août 1971 à Châteldon, est un militaire français, Compagnon de la Libération. Saint-Cyrien, vétéran de la Première Guerre mondiale, il est en poste en Afrique lorsqu'il entend l'appel du général de Gaulle en 1940. Décidant de poursuivre la lutte, il occupe pendant tout la guerre d'importantes fonction de commandement au sein de la France libre, fonctions qu'en tant que général il poursuit après le conflit et jusqu'à sa retraite.

## Biographie

### Jeunesse et engagement
Pierre Marchand naît le 29 septembre 1893 à Laneuville-à-Bayard en Haute-Marne. Il s'engage dans l'Armée et est admis à l'École spéciale militaire de Saint-Cyr en septembre 1913. Le déclenchement de la Première Guerre mondiale précipitant sa scolarité, il est promu sous-lieutenant le 6 août 1914 et affecté au 170e régiment d'infanterie (170e RI).

### Première Guerre mondiale
Au sein de son régiment, il participe aux premiers combats en Alsace et en Lorraine. En 1915, il suit son régiment dans les première et seconde bataille de Champagne et en Artois. En 1916, le 170e RI participe aux batailles de Verdun et de la Somme. Blessé et cité deux fois, Pierre Marchand est promu capitaine en avril 1917. Il est alors détaché comme instructeur auprès de l'American Expeditionary Force du général Pershing avant de retrouver son régiment en octobre 1918.

### Entre-deux-guerres
Après la guerre, il devient instructeur pour l'armée polonaise puis, le 18 septembre 1919, il est muté au 6e régiment d'infanterie coloniale avec lequel il part pour l'Indochine,. Il reste en Indochine jusqu'en 1928, servant successivement au régiment de tirailleurs annamites, au 2e régiment de tirailleurs tonkinois et aux 22e, 11e, 9e et 23e régiments d'infanterie coloniale (RIC).
Le 23 janvier 1929, Pierre Marchand est promu chef de bataillon et affecté à l'état-major de la région de Paris le 12 juin suivant avant de retrouver le 23e RIC en 1931. Le 6 mars 1935, il embarque à Bordeaux à destination de Pointe-Noire en Afrique-Équatoriale française. Affecté au régiment de tirailleurs sénégalais du Tchad (RTST), il y est promu lieutenant-colonel en juin. Il passe au 1er régiment d'infanterie coloniale en mai 1937 puis revient au RTST en décembre 1938 où il est l'adjoint du colonel commandant le régiment,.

### Seconde Guerre mondiale
En avril 1940, il devient à son tour chef de corps du régiment de tirailleurs sénégalais du Tchad à la tête duquel il apprend la défaite de l'armée française en métropole. Entendant l'appel du général de Gaulle, il emmène avec lui l'ensemble de son régiment et, avec le gouverneur Félix Éboué, participe au ralliement du Tchad à la France libre le 26 août 1940. Promu colonel le mois suivant, il passe le commandement du RTST au colonel Leclerc et devient commandant des troupes d'infanterie de l'Afrique française libre jusqu'en décembre 1941. Il s'envole ensuite pour le Proche-orient où, de janvier 1942 à mars 1943, il est commandant des territoires nord-syriens. Parallèlement, le régime de Vichy le condamne à mort, à la dégradation militaire, à la confiscation de ses biens et à la déchéance de nationalité française. Général de brigade depuis décembre 1942, Pierre Marchand retourne en Afrique d'avril 1943 à mars 1945 avec la fonction de commandant supérieur des troupes d'Afrique-Équatoriale française.

### Après-guerre
Nommé à la tête d'une future « brigade des Alpes » par décret du 27 avril 1945, arrivé dans les Alpes le 21 mai, il est nommé général de division et reçoit en fait le commandement de la 29e division alpine, fonction qu'il occupe jusqu'au 31 octobre 1945. Il commande ensuite la 13e région militaire de Clermont-Ferrand de décembre 1945 à mai 1946 puis, après un passage à l'état-major de l'Armée de juin à décembre 1946, prend la tête de la 4e région militaire de Bordeaux jusqu'en juillet 1947.
Pierre Marchand meurt le 10 août 1971 à Châteldon dans le Puy-de-Dôme et est inhumé au cimetière de Pornichet en Loire-Atlantique.

## Décorations
|  |  |  |  |  |  |
|  |  |  |  |  |  |
|  |  |  |  |  |  |

| Grand officier de la Légion d'honneur       | Grand officier de la Légion d'honneur | Compagnon de la Libération              | Compagnon de la Libération              | Croix de Guerre 1914-1918              | Croix de Guerre 1914-1918              |
| Croix de guerre 1939-1945                   | Croix de guerre 1939-1945             | Commandeur de l'Ordre de l'Étoile noire | Commandeur de l'Ordre de l'Étoile noire | Chevalier de l'Ordre du Dragon d'Annam | Chevalier de l'Ordre du Dragon d'Annam |
| Commandeur de l'Ordre de Léopold (Belgique) |                                       |                                         |                                         |                                        |                                        |